# Pfarrkirche Sölden

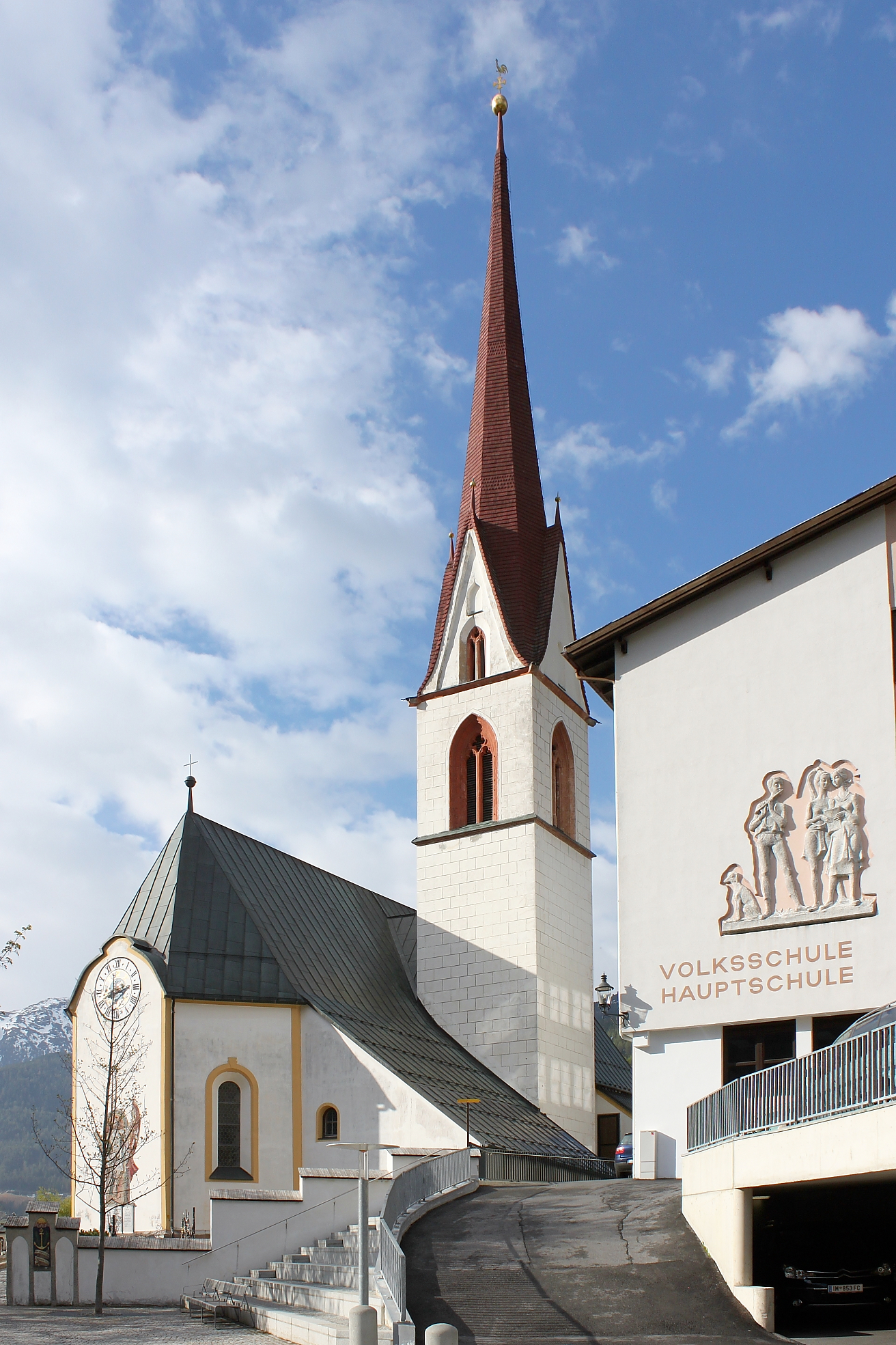
Ansicht von Norden

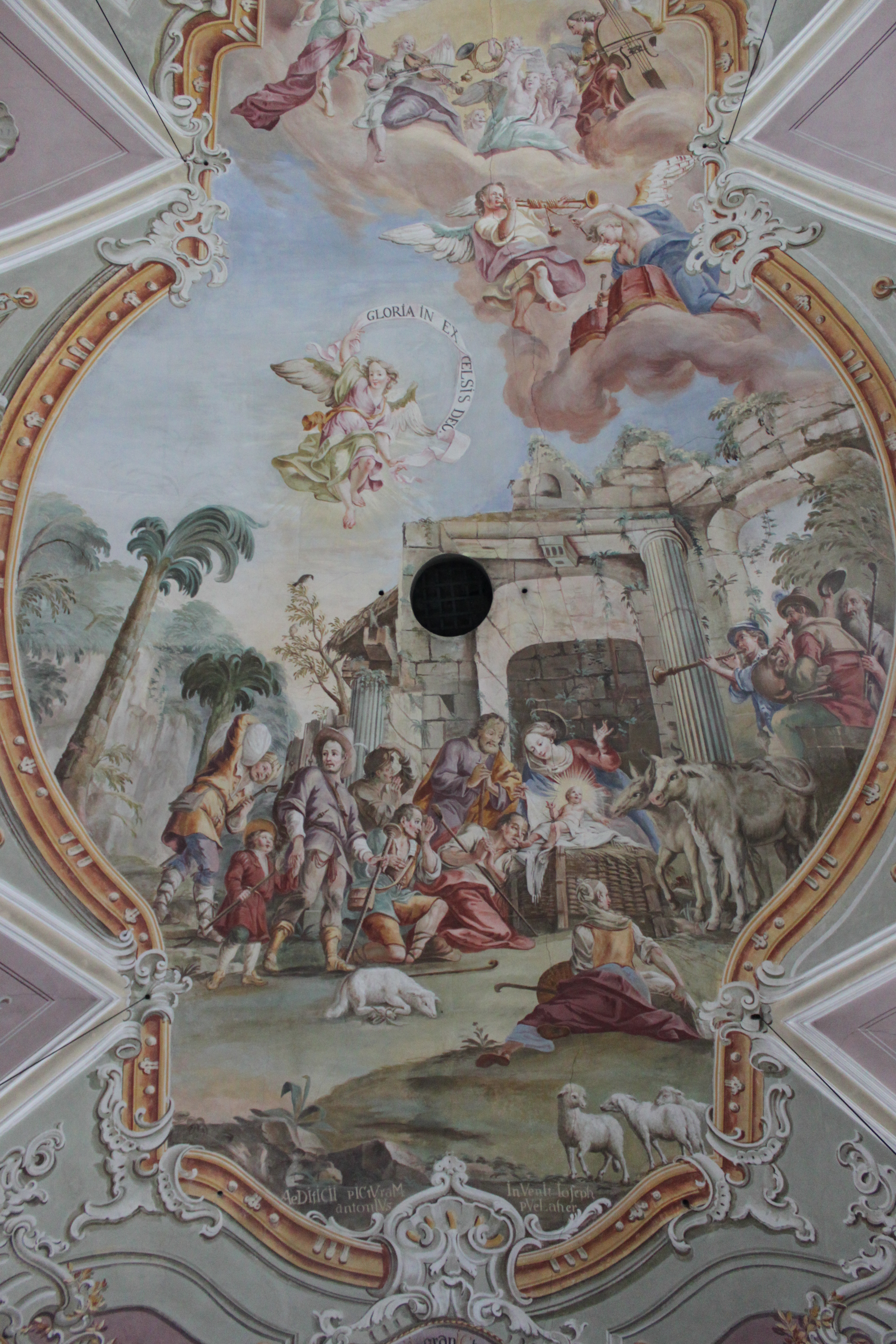
Deckenfresko Hirtenanbetung von Josef Anton Puellacher (1779)

Die römisch-katholische Pfarrkirche Sölden steht im Ort Rettenbach in der Gemeinde Sölden im Ötztal in Tirol. Die Pfarrkirche Mariä Heimsuchung gehört zum Dekanat Silz in der Diözese Innsbruck. Die Kirche steht unter Denkmalschutz (Listeneintrag).

## Geschichte
Eine Kirche wurde 1288 urkundlich genannt. Im Jahr 1521 erfolgte ein Umbau durch Jakob von Tarrenz. Ein weiterer Umbau mit Erweiterung erfolgte 1752 durch Gallus Gratl. Die spätgotische Kirche wurde barock erweitert. 1975 erfolgte ein Anbau mit einem Aufgang zur Empore.

## Architektur
Das vierjochige tonnengewölbte Langhaus mit einem gleich breiten zweijochigen Chor mit einem Dreiachtelschluss hat Rundbogenfenster. Bemerkenswert ist die barocke Decken- und Wandmalerei von Josef Anton Puellacher.

## Ausstattung
Der barocke Altar trägt Schnitzfiguren von 1753 bis 1758 von Anton Praxmarer und ein Altarbild Pietà von Johann Georg Dominikus Grasmair. Der Kanzelkorb mit Figuren der vier Evangelisten aus der gleichen Zeit stammt von Joseph Götsch. Aus dem Jahr 1978 ist der Volksaltar von Ilse Glaninger-Balzar.
Die Orgel ist aus 1750.

## Glocken
Das Geläute der Pfarrkirche von Sölden umfasst fünf Glocken, davon wurden die Glocken 1, 2, 4 und 5 im Jahr 1950 in der Glockengießerei Grassmayr in Innsbruck gegossen. Die Glocke 3 ist historisch und wurde im Jahre 1590 von H. C. und Christoph Löffler in Innsbruck gegossen.
Die Stimmung der Glocken lautet:
cis1 e1 gis1 h1 cis2
Das Vollgeläute ist nur an den hohen Feiertagen zu hören.

## Friedhof
Die Kirche ist von einem Friedhof umgeben, wobei südlich eine rechteckige Totenkapelle mit steilem Satteldach steht, welche im Kern im 16. Jahrhundert errichtet wurde. Im Friedhof sind bemerkenswerte Grabkreuze aus geschmiedetem Eisen aus dem 18. und 19. Jahrhundert. Mit Architekt Hans Loch wurde 1969 der Friedhof im steilen Gelände um eine schmale tiefer liegende Ebene erweitert, wo das Kriegerdenkmal als Auskragung mit einem Durchblick ins Tal in Form eines Kreuzes eingebunden wurde. Als 2005 der Friedhof wieder zu klein war, konnte Architekt Raimund Rainer mit einer weiteren Erweiterung bei der Kirche überzeugen, wo nach Abbruch eines Wohnhauses über mehrere Ebenen eine Friedhofserweiterung gelang, wobei im steilen Gelände mit einer überhängenden Außenwand unten ein Weg und oben Friedhofsraum geschaffen wurde. Mit einer zweiten Planung von Rainer entstand neben dem steilen Rettenbach auch ein Vorplatz und eine Freitreppe für die Kirche und örtliche Schule, wobei hierbei ein Wasserkraftwerk und eine Trafostation eingebaut wurde.